# オーリング
オーリングとは、ゴム製のボートで 一人が2本のオールを使用して川下りすること。
映画『激流』でメリル・ストリープ演ずるゲイルが操船していた。